# Szőlőaknázó fényesmoly
A szőlőaknázó fényesmoly (Antispila oinophylla) a fényesmolyfélék (Heliozelidae) családjába tartozik. A családban idáig 123 fajt írtak le, amelyek 12 nemzetség között oszlanak meg. A Heliozelidae családba tartozó fajok lárvái aknákat (ritkán gubacsokat) képeznek, amelyek védelmében a hernyók fejlődnek. A kártevő tudományos neve a görög οινος (oinos = bor) és φυλλον, φυλλα (phyllon, phylla = levél), „borlevél” kifejezésből származik, mivel a kártevő hernyói a borszőlők leveleiben élnek.

## Elterjedése, élőhelye
Eredeti hazája Észak-Amerika (Kanada: Ontario, Quebec; USA: Connecticut, Georgia, Kentucky, New York, Tennessee, Vermont). Európában eddig csak Olaszországból van hivatalos adat arról, hogy jelen van a kártevő. Első olaszországi megjelenéséről 2006-ban számoltak be, így elképzelhető, hogy azóta több Európai országban is megtalálható ez az aknázómolyfaj.

## Megjelenése
Az imágók szárnyfesztávolsága 5,5-6,2 mm. A csáp utolsó egy-két íze fehér. Az első szárnyak feketék, ezüstös-aranyos mintázattal: a szárnyak egyharmadánál a has felé keskenyedő ezüst sávot láthatunk, a szárnyak közepén két egymás felé mutató ezüstös háromszög van, amelyek néha összeérnek, a szárny végén pedig egy halványabb ezüstös folt látható. A hátsó szárnyak szürkék. Külső mintázat alapján nehéz elkülöníteni a többi Antispila fajtól, például a hazánkban őshonos somaknázó fényesmolytól (Antispila treitschkiella), de szárnyak erezetének vizsgálatával sikeresen lehet az Antispila fajok elkülönítése.

## Életmódja
Tápnövényei Észak-Amerikában:
- Vitis aestivalis,
- Vitis labrusca,
- Vitis riparia,
- Vitis vulpina.

Tápnövényei Észak-Olaszországban:
- Vitis vinifera,
- Parthenocissus quinquefolia.

A Vitaceae család fontos tápnövénye az Antispila fajoknak világszerte. Az ismert tápnövénnyel rendelkező Antispila fajokból (32), 13 faj valamilyen Vitaceae növényen, belőlük pedig 10 táplálkozik Vitis nemzetség fajaival is.
Olaszországi szőlőültetvényekben számos fajtán, hibriden (Vitis riparia x rupestris) megfigyelték a kártételt, és úgy tűnik előnyben részesíti a Cabernet Sauvignon, Chardonnay, Muscat fajtákat.
A tojás a levél fonáki felére kerül 1-2 mm-re a levélértől. A lárvák a tápnövények leveleinek mezofillumában táplálkoznak. Az aknák általában egyenesen indulnak az erek felé, gyakran követik az levéleret egy darabig, majd elfordul a levélértől, és kiszélesedik. A lárvaürülék jól látható az aknákban. Észak-Olaszországban az utolsó lárvastádium a szőlőtőkén, vagy a kordonrendszeren gubóban telel át. A lárvák májusban bábozódnak. Az első generáció június elején repül; az első aknák június második felében jelentek meg a leveleken. A második generáció augusztus második felében jelenik meg. Mozgékony lárvák egészen október közepéig megtalálhatók.

## Gazdasági jelentőség
Olaszországi megfigyelések szerint nyár közepére a levelek 90%-át érinti a kártétel, jelentős asszimilációs felületvesztést okozva. Megjelenése esetén Magyarországon is gazdaságilag jelentősége kártevő lehet.

## Védekezési lehetőségek
A lárvák életmódja miatt a kártevő ellen vegyszeresen felszívódó inszekticidekkel lehet védekezni. A védekezés időpontját a nem olyan régen azonosított szexferomonos ((Z)-5-tetradecenal and (Z)-7-tetradecenal) előrejelzés alapján lehet meghatározni. További potenciális lehetőséget nyújthat egyes parazitoid fürkészdarazsak bevonása, mint biológiai védelem. Aspilanta sp. lárvákból több fürkészdarázsfajt neveltek ki sikeresen, amelyek a Braconidae és Eulophidae parazitoid fürkészdarázs családokba tartoztak.